# Poltava
Poltava  (ukr. Полтава) je grad u sjeveroistočnoj Ukrajini, središte Poltavske oblasti.

## Zemljopis
Poltava se nalazi u sjeveroistočnoj Ukrajini, u jugoistočnome dijelu Poltavske oblasti. Grad se nalazi na rijeci Vorskloj.

## Stanovništvo
Po službenom popisu stanovništva iz 2001. godine, grad je imao 318.000 stanovnika, prema procjeni stanovništva iz 2005. godine grad je imao 308.509 stanovnika.

## Gradovi prijatelji
- Veliko Trnovo, Bugarska
- Nica, Francuska
- Koszalin, Poljska
- Lublin, Poljska
- Krasnodar, Rusija

## Poznate osobe
- Symon Petljura ukrajinski vojni i politički dužnosnik
- Nikolaj Vasiljevič Gogolj ili Mykola Hoholj ukrajinsko-ruski književnik, utemeljitelj modernog ruskog realizma
- Ivan Kotljarevskyj ukrajinski pisac, pjesnik i dramaturg, jedan od predvodnika u stvaranju suvremenog ukrajinskog književnog jezika
- Marusja Čuraj ukrajinska barokna glazbena skladateljica, pjesnikinja i pjevačica

## Šport
- Vorskla Poltava ukrajinski je profesionalni nogometni klub iz grada Poltave. Nastupaju u ukrajinskoj 1. ligi, Ukrajinska Premier liga.

## Vanjske poveznice
- Službena stranica grada  Arhivirana inačica izvorne stranice od 3. rujna 2000. (Wayback Machine)

### Ostali projekti
|  | Zajednički poslužitelj ima još gradiva o temi Poltava |